# Salpichroa leucantha
Salpichroa leucantha är en potatisväxtart som beskrevs av Pereyra, Quip. och S.Leiva. Salpichroa leucantha ingår i släktet Salpichroa och familjen potatisväxter. Inga underarter finns listade i Catalogue of Life.